# 渡辺哲也 (実業家)
渡辺 哲也（わたなべ てつや、1923年1月21日- 1991年9月27日 ）は、日本の経営者。

## 来歴・人物
熊本県出身。1948年に東京大学法学部を卒業し、同年に九州配電(のちの九州電力)に入社。熊本支店長、理事、総務を経て、1977年6月に取締役に就任し、常務、副社長を経て、1987年6月に社長に就任した。
1987年11月には藍綬褒章を受章。
1991年9月27日、肝不全のために死去。68歳没。